# Голосовкер, Яков Эммануилович
Я́ков Эммануи́лович Голосо́вкер (4 (16) декабря 1890, Киев — 20 июля 1967, Москва) — русский и советский философ, писатель, переводчик.

## Биография
Сын врача-хирурга Эммануила Гавриловича (Нахмана-Менделя Габриэлевича) Голосовкера (из семьи состоятельного землевладельца Гавриила Абрамовича Голосовкера и Мани (Марии) Абрамовны Филькенштейн). Окончил историко-филологический факультет Императорского университета св. Владимира в Киеве (1913), но дипломные работы писал одновременно по филологическому и философскому факультетам, о поэзии Сапфо и философии Риккерта. Ещё студентом начал переводить древнегреческих поэтов (ученик профессора А. И. Сонни). Издал сборник стихотворений «Сад души» (Киев, 1916, под псевдонимом Якоб Сильв). После окончания университета работал директором Медведниковской гимназии в Староконюшенном переулке в Москве. Сотрудничал с Наркомпросом.
В 1919—1920 годах был направлен А. В. Луначарским в Крым для обеспечения охраны памятников культуры. По возвращении читал лекции по античной культуре в различных вузах столицы, в том числе — по приглашению В. Я. Брюсова в созданном им Высшем литературно-художественном институте и во Втором МГУ. В конце 1920-х годов слушал в Берлине лекции знаменитого филолога-античника Виламовиц-Мёллендорфа. В 1930-е годы занимался переводами для издательства «Academia» древнегреческих лириков, немецких романтиков, (Гёльдерлина и других), переводит Ф.Ницше, впервые переводит на русский язык роман Ф. Гёльдерлина «Гиперион», трагедию «Смерть Эмпедокла», трагедии К.Граббе, писал работы по философии, теории перевода, истории литературы, художественные произведения. Был близок с В. В. Вересаевым, Б. И. Ярхо, С. Кржижановским. В 1925—1928 годах Голосовкер работал над романом «Запись неистребимая».
В 1936 году Голосовкер был арестован, три года провёл в лагере в Воркуте, затем, в 1939—1942 годах — в ссылке в городе Александров под Москвой. С 1944 года бездомный Голосовкер жил на дачах у друзей в Переделкине.
В конце войны вокруг Голосовкера сложился кружок переводчиков античной лирики, куда входили Борис Пастернак, Арсений Тарковский, Илья Сельвинский и другие. В 1940—50-е годы активно вел работу по подготовке антологии переводов древнегреческой и римской поэзии.
По характеристике Сергея Завьялова, переводы Голосовкера — «апогей переводческой свободы», он «„восстанавливает авторский замысел“ в папирусах, содержащих порой лишь срединные буквы первых слов».

## Философия
В центр своей философии Голосовкер ставит воображение («имагинацию»), к которой он сводит понятия идеального, духовного и трансцендентального. Воображение, по его мнению, одухотворяет культуру. Даже революционеры совершают свой подвиг, находясь в плену своего воображения. Предел воображения — это восприятие «постоянства» или «имагинативного абсолюта». Философия им отделена от науки и отождествлена с искусством, поскольку сами идеи суть продукт воображения: «Свобода есть имагинативная идея в её абсолютном смысле». Поэтому бытие как мир идей существует только в воображении, тогда как в природе есть его антитеза — существование. Сама любовь вызвана работой воображения, а его источником является «высший инстинкт» или «жизненный побуд к бессмертию». Воображению Голосовкер противопоставлял фантазию как заблуждение: «Фантазия порождает мнимые иллюзии». Но наука не чужда воображению, так как именно оно позволяет выйти за пределы опыта и построить гипотезу остывшего Солнца. В области познания воображение проявляет себя в интуиции. Высшая форма «имагинативного познания» есть «познание энигмативное», восприятие противоречий («энигм») на манер антиномий Канта.
Одним из проявлений воображения является миф («запечатленное в образах познание мира»), логика которого суть «метаморфоза его образов». События мифа обусловлены двумя аспектами: желание и абсолютность. Из законов мифа названы «закон метаморфозы» (все может быть подвергнуто превращению) и «закон абсолютного достижения цели» (выполнение невыполнимого).

## Оценка античного мифа
Голосовкер выделяет в древнегреческой мифологии начало порядка («бог гражданственности» Зевс) и начало хаоса («мятежник» Прометей). Порядок выражен в детерминизме (покорности судьбе), а хаос — в героизме (бунте против судьбы).

## Творчество
Главное произведение Голосовкера — это «Античная мифология как единый миф о богах и героях». Первая, теоретическая часть под названием «Логика античного мифа» была подготовлена автором к концу 1940-х годов.
Вторая часть должна была представлять собой художественное произведение по мотивам античной мифологии. Это произведение не было написано, а черновики стали основой детской популярной книги «Сказания о титанах» (1955).
Философские произведения Голосовкера вышли в свет только в 1988 году, издание подготовлено Н. В. Брагинской. В 1994 был впервые издан перевод Голосовкера книги Ницше «Так говорил Заратустра».
В 1963 году писатель издал исследование «Достоевский и Кант: Размышления читателя о романе Ф. М. Достоевского „Братья Карамазовы“ и трактате И. Канта „Критика чистого разума“». В этой работе Голосовкер анализирует творчество Достоевского при помощи категориального аппарата Канта. Особое внимание он уделяет кантовской диалектике антиномий.
Рукописи писателя дважды погибали: в 1937 году (уничтоженные другом после ареста Голосовкера) и в 1943-м при пожаре дома. Написанное было им частично восстановлено после возвращения из ссылки. Так был восстановлен «Сожженный роман» («Запись неистребимая»; опубликован в 1991 году, переведён на французский, немецкий, польский языки).
Похоронен на кладбище в Переделкине.

Могила Я. Э. Голосовкера в Переделкине

## Семья
- Сестра — Маргарита Эммануиловна Голосовкер (19 апреля 1889 — 8 ноября 1955), музеевед и литературовед, была заведующей сектором художественной иллюстрации Института мировой литературы АН СССР (1935—1949), жена О. Ю. Шмидта; автор монографии «М. Ю. Лермонтов: жизнь и творчество» (М.: Искусство, 1941)[3][4].
  - Племянник — историк Сигурд Оттович Шмидт.
- Сестра отца, Роза Гавриловна Голосовкер, была замужем за адвокатом О. О. Грузенбергом, вместе с мужем изображена на портрете В. А. Серова (1909).

## Наследие и признание
Глубоко пережил немецкий романтизм, через его призму, влияние Ницше и русского символизма (Вячеслав Иванов) воспринял античность. Развивавшаяся Голосовкером философия воображения также представляла собой глубоко личное развитие философской антропологии немецкого романтизма. Многие рукописи литературных и философских сочинений из архива Голосовкера, его переводы опубликованы лишь после смерти автора. Фигура философа стала по-своему легендарной: ему посвящены новелла Леонида Мартынова, стихи Юрия Айхенвальда и другие.
11 июня 2008 года в музее Булгакова в Киеве состоялся литературный семинар о Якове Эммануиловиче Голосовкере.

## Публикации
- Гёльдерлин Ф. Смерть Эмпедокла / Пер. Я. Голосовкера. — М.; Л.: Academia, 1931.
- Лирика Древней Эллады в переводах русских поэтов / Сост. и коммент. Я. Голосовкера. — М.; Л. Academia, 1935.
- Поэты-лирики Древней Эллады и Рима в переводах Я. Голосовкера. — М.: Изд-во худож. лит-ры, 1955 (дополн. изд. 1963).
- [www.lib.ru/MIFS/golosowker.txt Сказания о титанах]. — М.: Детгиз, 1955 (переизд. 1957).
- Сказание о кентавре Хироне. — М.: Дет. лит-ра, 1961.
- Поэтика и эстетика Гёльдерлина // Вестник истории мировой культуры. — 1961. — № 6.
- Достоевский и Кант. — М.: Изд-во АН СССР, 1963 (переизд. в 1983 в Нью-Йорке, опубл. на япон. яз. в 1988).
- Логика мифа. — М.: Наука, 1987 (включает тексты: «Логика античного мифа», «Лирика — трагедия — музей и площадь», «Имагинативный абсолют. Часть 1 (фрагмент)», "Тематический индекс к «Имагинативному абсолюту», приложения: Н. И. Конрад и Н. В. Брагинская о Голосовкере).
- Сказания о титанах. — М.: Высшая школа, 1993 (то же: М.: Нива России, 1993).
- Из книги «Вот о чём думал юноша» (Записки юного материалиста) Фантазия // «Архе» Культуро-логический ежегодник.- Вып.1 — Кемерово: «Алеф» Гуманитарный Центр.1993 — С.368—382. (в письме И.Сельвинскому это же произведение Я. Э. Голосовкер называет главой из книги «Но люди думали иначе»)
- Имагинативный реализм // «Архе» Культуро-логический ежегодник.- Вып.1 — Кемерово: «Алеф» Гуманитарный Центр.1993 — С.382—398.
- Имагинативная эстетика // Символ. — 1993. — № 29 (номер доступен на сайте журнала: )
- Ницше Ф. Так говорил Заратустра / Пер. с нем. Якова Голосовкера. — М.: Прогресс; Б-ка ж-ла «Путь», 1994.
- Засекреченный секрет: Философская проза. — Томск: Водолей, 1998 (включает тексты: «Миф моей жизни (Автобиография)», «Сожженный роман», «Интересное», «Секрет автора („Штосс“ М. Ю. Лермонтова)», «Засекреченный секрет автора (Достоевский и Кант)»).
- Антология античной лирики в русских переводах. — М.: Водолей Publishers.
  - Лирика Эллады. — М., 2004, 2006. — Кн. 1, 2.
  - Лирика Рима. — М., 2006.
- Избранное: Логика мифа. — СПб.: Унив. книга, 2010 (включает статьи и воспоминания об авторе).
- Имагинативный абсолют. — М.: Академический проект, 2012. — 318 с. — ISBN 978-5-8291-1364-3